# ديفيد وارد (لاعب كرة قدم أمريكية)
ديفيد وارد (بالإنجليزية: David Ward)‏ هو لاعب كرة قدم أمريكية أمريكي، ولد في 10 مارس 1907 في وينيوود في الولايات المتحدة، وتوفي في 1 مارس 1982.